# Scopula aliata
Scopula aliata là một loài bướm đêm trong họ Geometridae.